# Jan Błuszkowski
Jan Błuszkowski (ur. 13 października 1940 w Torzewie, zm. 19 grudnia 2011 w Warszawie) – polski socjolog o specjalności socjologia ogólna i socjologia polityki.

## Życiorys
Był absolwentem Wydziału Filozoficznego Uniwersytetu Warszawskiego na kierunku socjologia (1966), doktorem nauk humanistycznych (1971). Był pracownikiem Instytutu Nauk Politycznych WDiNP UW od 1975 roku.
W 1967 wstąpił do Polskiej Zjednoczonej Partii Robotniczej. Od maja do listopada 1981 pełnił funkcję starszego inspektora, a od listopada 1981 do maja 1985 zastępcy kierownika Wydziału Organizacyjnego, natomiast od maja 1985 do lutego 1989 był zastępcą kierownika Wydziału Polityczno-Organizacyjnego Komitetu Centralnego PZPR, od lutego 1989 do 29 stycznia 1990 sekretarzem Komisji Analiz i Prognoz Społeczno-Politycznych przy KC PZPR. W latach 1986-1989 był członkiem Komisji ds. Wewnątrzpartyjnych oraz Działalności Partii w Organach Przedstawicielskich i Administracji Państwowej Komitetu Centralnego. Był uczestnikiem obrad Okrągłego Stołu.
W 2003 został doktorem habilitowanym w zakresie nauk o polityce (2003). W latach 2005–2011 zastępca dyrektora ds. badań naukowych i współpracy zagranicznej Instytutu Nauk Politycznych.
Był profesorem zwyczajnym UW od 2006, członkiem Polskiego Towarzystwa Badaczy Rynku i Opinii.

## Wybrane prace
- Jan Błuszkowski, Classes and politics, [w:] Political sciences in Poland, Warszawa: PWN, 1979.
- Jan Błuszkowski, Struktura społeczna, Warszawa: Dom Wydawniczy Elipsa, 1996.
- Jan Błuszkowski, Stereotypy narodowe w świadomości Polaków, Warszawa: Dom Wydawniczy Elipsa, 2003.
- Jan Błuszkowski, Stereotypy a tożsamość narodowa, Warszawa: Dom Wydawniczy Elipsa, 2005.
- Jan Błuszkowski, Daniel Mider, Demokracja późnej nowoczesności, Warszawa: Dom Wydawniczy Elipsa, 2012.